# フレッシュ三人娘
フレッシュ三人娘（フレッシュさんにんむすめ）は、1977年にデビューした女性アイドル歌手、榊原郁恵・清水由貴子・高田みづえ（歌手デビュー順）の3人を指す。同年3月に「花の中三トリオ」（1973年度～1976年度、森昌子、桜田淳子、山口百恵）が高校卒業時の1977年3月に解散したため、その後継として期待された。しかし当三人娘は、わずか1年ほどで自然消滅的に解散した。

## メンバー
- それぞれの人物の詳細・ディスコグラフィは、各人物名の項目を参照のこと。

### 榊原郁恵
- デビュー前の愛称： ブーヨン
- デビュー後の愛称： なし
- キャッチフレーズ： 「一億円のシンデレラ」
- 本名： 榊原郁恵→渡辺郁恵
- 生年月日： 1959年5月8日
- 血液型： B型
- 配偶者： 渡辺徹（俳優）
- 子供： 長男・渡辺裕太（俳優・タレント）と次男
- 1976年「ホリプロタレントスカウトキャラバン」（NET）に出場。初代グランプリチャンピオンになる。1977年1月1日「私の先生」で歌手デビュー。翌1978年に「夏のお嬢さん」で『NHK紅白歌合戦』に初出場、通算6回出場。

### 清水由貴子
- デビュー前の愛称： シミチョロ
- デビュー後の愛称： ユッコ
- キャッチフレーズ： 「ほほえみスイング まこごろハミング」
- 本名: 清水由貴子
- 生年月日： 1959年9月7日
- 没年月日： 2009年4月20日（享年49）
- 血液型： A型
- 配偶者： なし（未婚）
- 子供： なし
- 1976年、日本テレビのオーディション番組『スター誕生!』に出場。決戦大会で最優秀賞（グランドチャンピオン）になる。1977年3月1日「お元気ですか」で歌手デビュー。『NHK紅白歌合戦』の出場はなし。

### 高田みづえ
- デビュー前の愛称： ミーコ
- デビュー後の愛称： なし
- キャッチフレーズ： 「超えてる16歳」
- 本名： 高田みづえ→日高みづえ
- 生年月日： 1960年6月23日
- 血液型： A型
- 配偶者： 現荒磯親方の若嶋津六夫（本名：日高六男）
- 子供： 長男・勝信（元俳優）と長女・アイリ（タレント）
- 1976年、フジテレビ系列オーディション番組『君こそスターだ!』に出場、第18回グランドチャンピオンになる。1977年3月25日「硝子坂」で歌手デビュー。同年に「硝子坂」で『NHK紅白歌合戦』に初出場、通算7回出場。

## 概要
芸能雑誌『明星』が1977年7月号で「フレッシュ3人娘!」と銘打って、3人の特集を組んだ。先代の「三人娘（ジャンケン娘）」「スパーク3人娘」「花の中三トリオ」などのように、揃って映画やドラマに出演する機会はなく、歌番組も新人賞レース以外での3人が揃う番組が少なく、同期の歌手仲間かつライバル、という趣きが強い。
新人賞レース以外で3人が揃って出る歌番組は、『第3回 ヤング歌の祭典』（NHK、1977年5月5日放送）、『歌のグランド・ショー―9月芸能10大ニュース ―アイドルに何が起きたか―』（NHK、1977年9月28日放送）、『第5回 オールスター寒中水泳大会』（フジテレビ、1978年2月7日放送）、『第8回 オールスターものまね王座決定戦』（フジテレビ、1978年4月11日放送）などがある。
1年が経過した1978年春頃から知名度が低くなり、3人全てが番組で共演することはほとんどなくなった。代わりに番組俗称ではあるが、1979年代の『NTV紅白歌のベストテン』において榊原郁恵・大場久美子・石野真子が「新3人娘」と呼ばれた時期もあった。